# Maria Dorothea von Württemberg

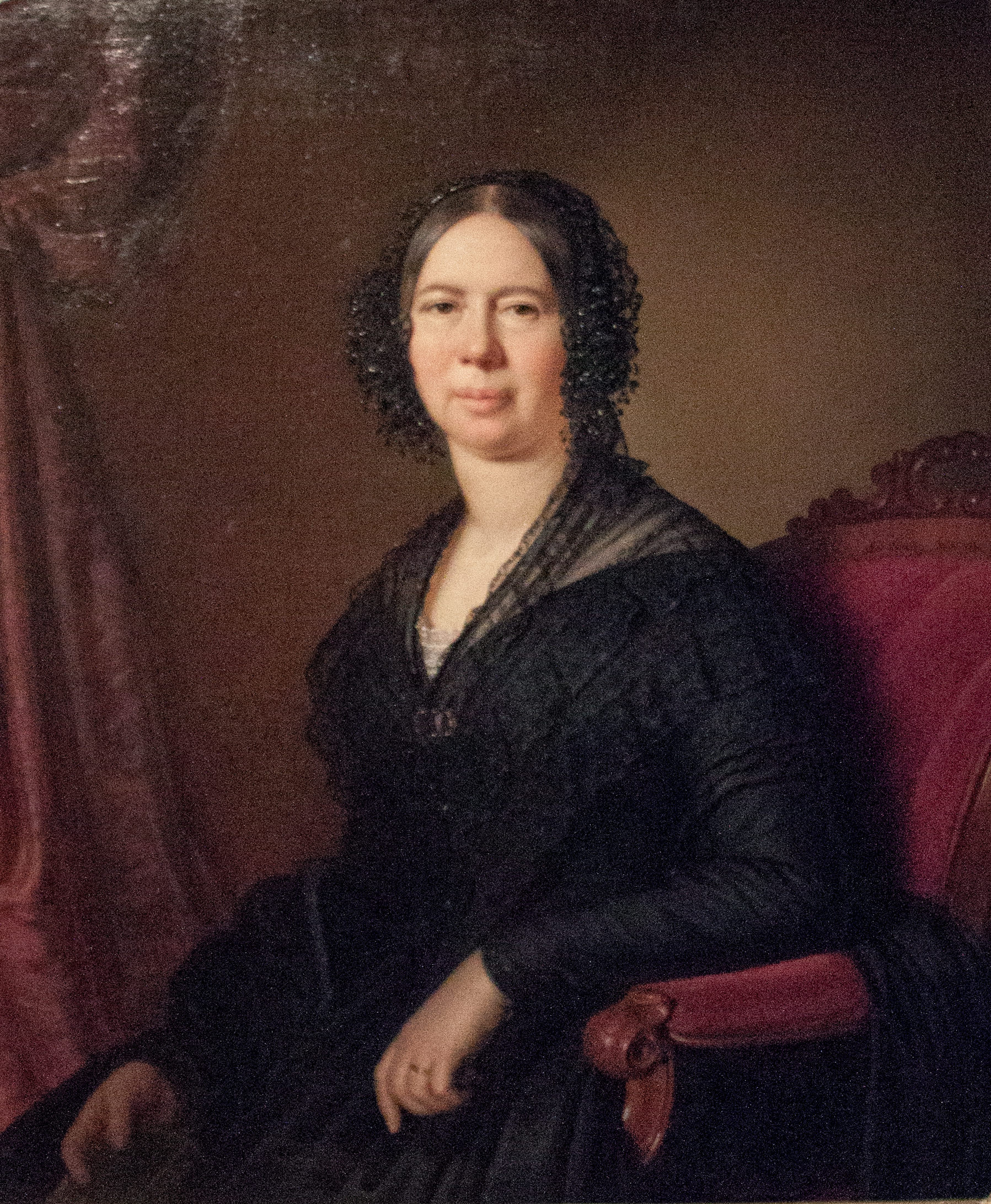
Maria Dorothea von Württemberg (Gemälde von Anton Einsle, 1847)

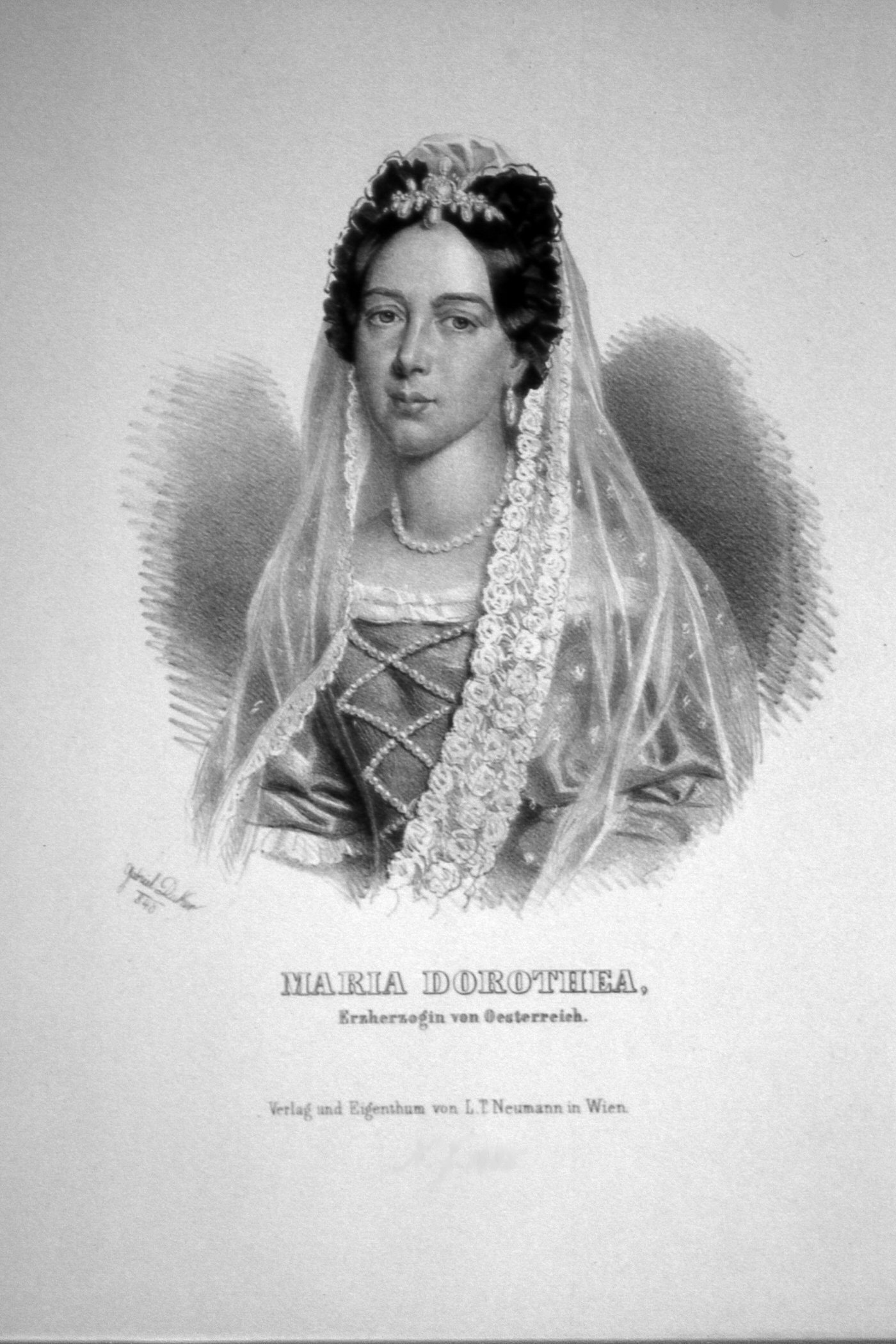
Maria Dorothea Prinzessin von Württemberg. Lithographie von Gabriel Decker, 1840.

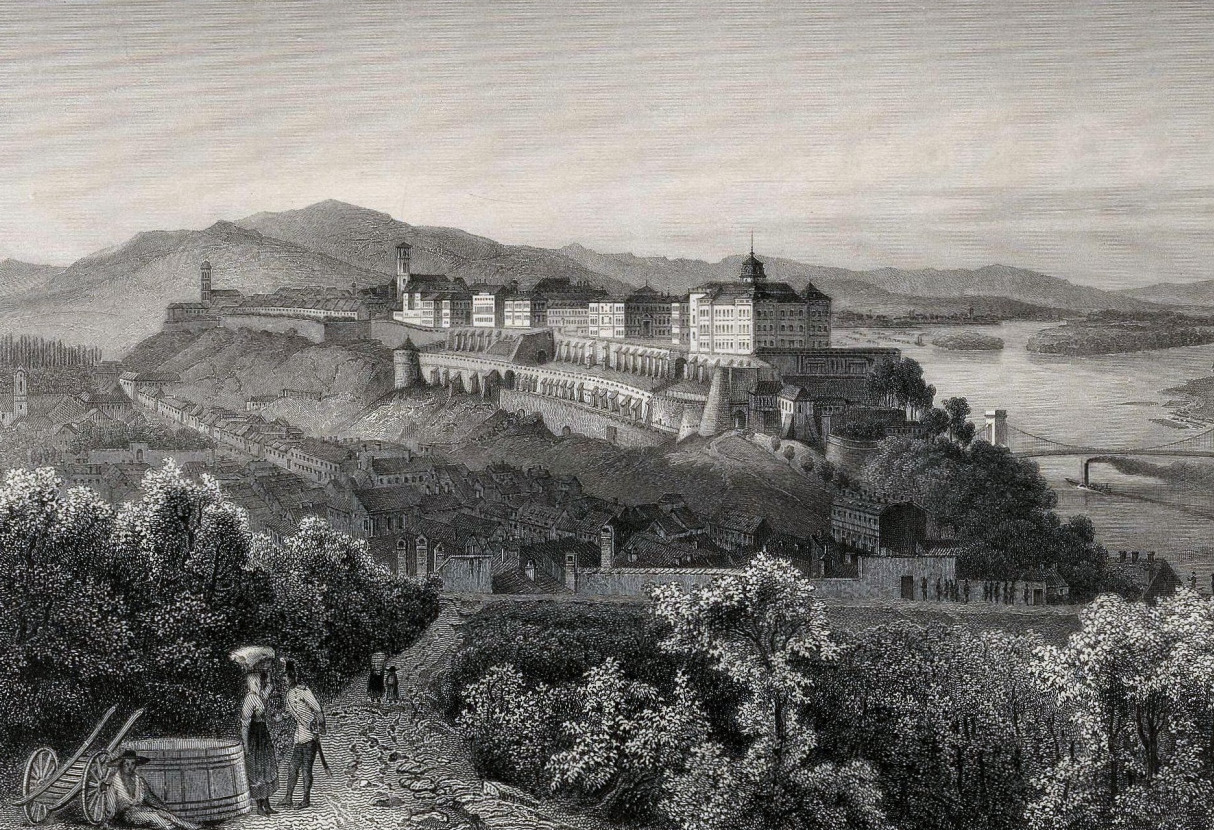
Die Burg von Ofen um die Mitte des 19. Jahrhunderts

Maria Dorothea Prinzessin von Württemberg (vollständiger Name: Maria Dorothea Luise Wilhelmine Karoline von Württemberg; * 1. November 1797 in Carlsruhe (Pokój), Schlesien; † 30. März 1855 in Ofen (heute Budapest)) war durch Heirat Erzherzogin von Österreich und Palatinessa von Ungarn.

## Leben

### Herkunft und Jugend
Maria Dorothea war das erste von fünf Kindern des Herzogs Ludwig von Württemberg, genannt Louis, und dessen zweiter Ehefrau Prinzessin Henriette von Nassau-Weilburg, Tochter von Fürst Karl Christian und Prinzessin Karoline von Oranien-Nassau-Diez. Ihre Großeltern väterlicherseits waren Herzog Friedrich Eugen von Württemberg und die Nichte des preußischen Königs Friedrich II., Prinzessin Friederike Dorothea Sophia von Brandenburg-Schwedt.
Die württembergische Prinzessin genoss eine ausgewählte und umfassende Erziehung und Bildung. Als außerordentlich sprachbegabte Schülerin hatte sie die biblischen Sprachen erlernt, sodass sie in der Lage war, das Alte Testament in der hebräischen und das Neue Testament in der altgriechischen Ursprache zu lesen. Es wird Maria Dorothea ein beachtliches theologisches Interesse attestiert, ihre Frömmigkeit, von der Mutter beeinflusst, erfuhr wichtige Impulse von der Herrnhuter Brüdergemeine. Maria Dorothea genoss offenbar die Besuche bedeutender Geisteswissenschaftler und Theologen im Elternhaus und verfolgte aufmerksam deren Vorträge und die sich daraus ergebenden Diskussionen. Und so eignete sie sich die Strömungen der altpietistischen lutherischen Frömmigkeit und den Spiritualismus Bengels bereits in frühen Jahren an. Der Vater des schwäbischen Pietismus, Johann Albrecht Bengel (1687–1752), soll ihr religiöses Bild zeitlebens prägen und dessen „Württemberger Frömmigkeit“ wird sie bis zu ihrem Tode nicht mehr verlassen. Das ihr derart vermittelte christozentrische Weltbild und das wohltätige Wirken ihrer Mutter prägten unbeirrbar ihr ganzes weiteres Leben.
Auch zeigte die junge Prinzessin ein großes musisches Talent. Dieses wurde von dem Komponisten Carl Maria von Weber, den Herzog Louis als Privatsekretär wie auch als Hauslehrer eingestellt hatte, gefördert und geprägt. Vor ihrer Ehe war sie bereits zur hoch gebildeten Frau herangereift, die ihr Wissen auch durch Lektüre in englischer und französischer Sprache bereicherte.

### Ehe und Nachkommen
Am 23. August 1819 heiratete Prinzessin Maria Dorothea in Kirchheim unter Teck Erzherzog Joseph Anton Johann von Österreich, Palatin von Ungarn, siebter Sohn Kaiser Leopolds II. aus dem Hause Habsburg-Lothringen und der Maria Luisa de Borbón, Infantin von Spanien. Die – für die damalige Zeit ungewöhnliche – ökumenische Trauungszeremonie fand in Burgschloss Kirchheim unter Teck statt. Sie wurde vom katholischen Bischof Johann Baptist von Keller (1774–1845), sowie dem Konfirmator der Herzogin, dem ev.-luth. Prälaten August Heinrich d’Autel (1779–1835), der gleichzeitig Württembergischer Oberhofprediger war, zelebriert.
Aus der Ehe gingen fünf Kinder hervor:
- Elisabeth (*/† 1820)
- Alexander (1825–1837)
- Elisabeth Franziska Maria (1831–1903)

⚭ 1847 Erzherzog Ferdinand Karl von Österreich-Este
⚭ 1854 Erzherzog Karl Ferdinand von Österreich
- Joseph Karl Ludwig (1833–1905), General der Kavallerie

⚭ 1864 Prinzessin Clotilde von Sachsen-Coburg und Gotha
- Marie Henriette (1836–1902)

⚭ 1853 König Leopold II. von Belgien
Für Erzherzog Joseph Anton von Österreich war es bereits die dritte Ehe, denn seine beiden Frauen, zuerst die russisch-orthodoxe Großfürstin Alexandra Pawlowna, dann die reformierte Prinzessin Hermine von Anhalt-Bernburg-Schaumburg, waren im Kindbett gestorben. Der also schon zweifach verwitwete 43-jährige Erzherzog fand in Maria Dorothea, einer Cousine seiner zweiten Frau, eine fürsorgliche Stiefmutter für die Kinder aus seiner zweiten Ehe, sie schenkte selbst noch fünf Kindern das Leben.
Dass der Palatin drei konfessionsverschiedene Frauen heiratete, traf die konservative Familie der Habsburger hart, wiewohl dessen Bruder Erzherzog Karl von Österreich ebenfalls mit einer reformierten Prinzessin verheiratet war, mit Henriette von Nassau-Weilburg, einer Cousine der Palatinessa, die als einzige evangelische Angehörige der Habsburger in der Wiener Kapuzinergruft bestattet werden durfte.

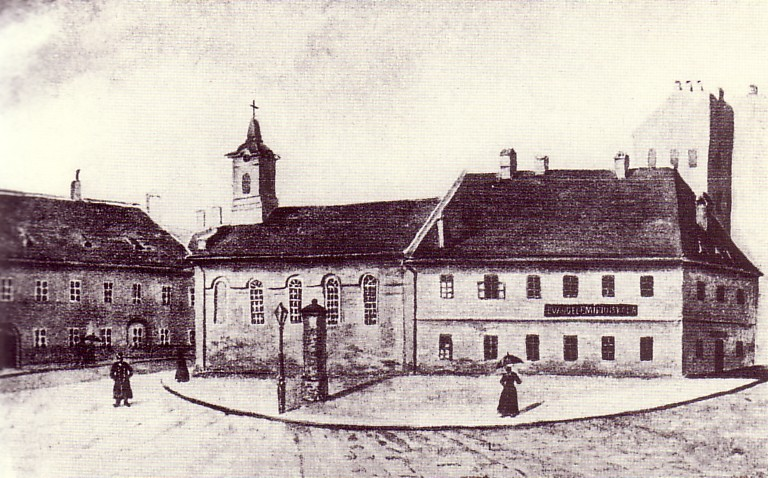
Die erste evangelische Kirche (und Schulhaus) am Burgberg zu Ofen um die Mitte des 19. Jahrhunderts (1896 abgerissen)

Des Palatins Neigung zu nicht-katholischen Bräuten hat jedenfalls die Besorgnis genährt, dass er womöglich, im Falle erneuter Witwenschaft, eine Jüdin geehelicht hätte. Diese „Sorge“ scheint ein Indiz für die antisemitische Stimmung in Ofen (und Pest) gewesen zu sein, von der sich das Interesse der Palatinessa am Judentum deutlich distanzierte.

### Ungarn
Die erzherzogliche Familie residierte im Burgschloss von Ofen. Der Stellung des Palatins entsprechend spielte auch die Frau an seiner Seite eine außerordentlich wichtige Rolle. Kurz nachdem das jung verheiratete Paar im Oktober 1819 auf der Burg zu Ofen ankam, wurden der Palatinessa sogleich Repräsentationsaufgaben übertragen. Sie lernte ihre neue Umgebung und die öffentlichen Einrichtungen ihrer neuen Heimat kennen. Überall wurde sie freundlich als die „neue“ Palatinessa begrüßt. Maria Dorothea beherrschte die ungarische Sprache jedoch nicht. Und so bat sie Johann Ludwig von Schedius, welcher Professor an der Universität und Inspektor (Kirchenvorsteher) der ev.-luth. Kirchengemeinde in Pest war, ihr ungarischen Sprachunterricht zu erteilen. Die sprachbegabte Palatinessa lernte schnell und leicht die Sprache ihrer neuen Heimat. Aufgrund ihrer pietistisch geprägten Glaubensüberzeugung begann sie sich aus christlicher Verantwortung auch karitativ zu betätigen. Sie bot den verschiedensten Institutionen materielle Hilfe an, gründete wohltätige Stiftungen und übernahm die Schirmherrschaft über den „Wohltätigen Frauenverein“.
Die Kindererziehung und Volksbildung lag ihr besonders am Herzen, daher beteiligte sie sich an der Förderung von Schulen z. B. in Leutschau, Preßburg und Pest, aber auch in anderen Teilen Altungarns mit namhaften finanziellen Spenden.
Ihre besondere Fürsorge und Zuneigung gehörte natürlich ihren evangelisch-lutherischen Glaubensgenossen. Sie unterstützte die evangelische Kirchengemeinde von Pest und war auch mit der evangelischen Kirchengemeinde von Preßburg, wo sie sich als Begleiterin ihres Mannes während der Sitzungen der Ungarischen Landtage häufig für längere Zeit aufhielt, aufs engste verbunden. Die Palatinessa besuchte regelmäßig die Gottesdienste in der Großen Deutschen Kirche auf der Nonnenbahn zu Preßburg und unterstützte die Gemeinde mit großzügigen Spenden. Von den Predigern der Gemeinde bevorzugte sie insbesondere Wilhelm Josef Jarius, da dieser grundsätzlich ein Verkünder des ‚alten Evangeliums‘ war, was der Glaubensauffassung Maria Dorotheas sehr nahekam. In den Annalen der Preßburger Kirchengemeinde wird Maria Dorotheas „als einer begeisterten Wohltäterin des Protestantismus in Ungarn“ gedacht. Als Dank bot ihr die Gemeinde von Preßburg in der Kirche einen abgesonderten prächtigen Ehrensitz an.
Dorothea pflegte zudem auch ein Interesse an hebräischer Literatur und glaubte an die Rückkehr der Juden ins Heilige Land. Sie war mit Rabbiner Lazar Horowitz befreundet und machte 1851 auf sein Bitten hin die angeordnete Ausweisung von Hunderten jüdischer Familien aus Wien rückgängig.
Im Frühling des Jahres 1832 hielt sich die Palatinessa abermals in Preßburg auf. Es war wieder die Zeit des Ungarischen Landtages. Während eines Gottesdienstes hörte sie den jungen, gebildeten Pfarrer Georg Bauhofer predigen. Maria Dorothea war von Bauhofers Erweckungspredigt dermaßen begeistert, dass sie ihm ein prächtiges Büchergeschenk übersandte. Für beide war das der Beginn einer lebenslangen innigen Seelenbeziehung, die in Preßburg begann und nicht nur für die Ungarländische Evangelische Kirche A.B., sondern für den gesamten ungarischen Protestantismus eine segensreiche Bedeutung hatte. Auf ihre Initiative hin wurde Bauhofer auf den Burgberg in Ofen immer wieder zu Glaubensgesprächen eingeladen. In diesen Gesprächen gab die Palatinessa ihre Absicht kund, dass die zahlenmäßig noch sehr kleine Gemeinde in Ofen selbständig werden sollte; im Jahre 1844 betrug die Zahl der Evangelischen in Ofen lediglich 402 Seelen. Maria Dorothea wünschte, dass Bauhofer als erster Prediger dieser Gemeinde bestellt würde und gleichzeitig das Amt des Hofpredigers auf der Ofener Burg innehaben sollte. Diesen Wunsch unterstrich sie mit einer großzügigen Stiftung von 20 000 Gulden. Es folgten jahrelange Verhandlungen mit der Kirchenleitung die letztlich mit Erfolg gekrönt waren. Bauhofer zog mit seiner Familie nach Ofen und konnte am 20. Oktober 1844 am Ofener Burgberg seine Antrittspredigt halten.

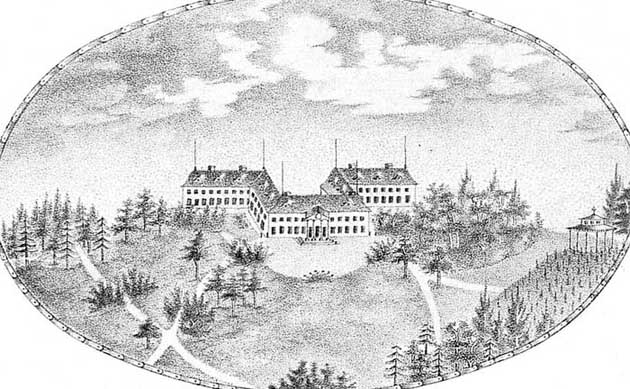
Schloss Alcsút zur Zeit Maria Dorotheas (zeitgenössischer Stich aus dem Jahre 1832)

Im Jahre 1846 gelang es mit Hilfe des Palatins auf den Burgberg zu Ofen (am St. Georgsplatz in der Nähe des Tores zur Wasserstadt) ein Grundstück für den Bau der ersten evangelischen Kirche in Ofen zu erwerben. Und bereits im Jahre 1847 konnte dieses Grundstück mit einer kleinen Kirche, Schule und Pfarrhaus bebaut werden. Diese im Empirestil gehaltene Burgkirche diente der kleinen, anfangs rein deutschen evangelischen Kirchengemeinde von Ofen nahezu 50 Jahre lang. Im Jahre 1896 zog die Gemeinde in ihr heutiges Domizil, in die neue – im Spätbarockstil gehaltene und im Jahre 1896 erbaute – Kirche am Wienertor Platz (Bécsi kapu tér) um.

### Die Witwe
Die evangelische Maria Dorothea fand keine Anerkennung vom Kaiserhaus in Wien bzw. von dessen Mitgliedern in Ungarn, nicht nur wegen ihrer Religionszugehörigkeit. Für die ungarischen Protestanten jedoch war die Fürstin ein besonderer Glücksfall. 1819 führte Erzherzogin Maria Dorothea den Christbaum in Ungarn ein, lange Zeit war der Name Dorotheenbaum gebräuchlich.
1847, nach dem Tod ihres Mannes, musste sie mit ihren Kindern Ungarn verlassen. Das Sorgerecht für die Erziehung ihres Sohnes Joseph wurde ihr entzogen. Ihren Wunsch, in Ungarn bleiben zu dürfen, lehnte ihr Neffe, Kaiser Ferdinand I. entgegen dem vereinbarten Ehevertrag ab. Sie wurde sozusagen nach Wien verbannt, mit zugewiesenen Aufenthaltsort im Palais Augarten, wohl auch wegen ihres bewusst gelebten evangelischen Glaubens. Bereits am 25. Januar verabschiedete Georg Bauhofer und die kleine evangelische Gemeinde von Ofen die tränenüberströmte Palatinessa. Aber auch in Wien blieb sie die „persona lutherana“, welche täglich in dem für sie wichtigsten Buch, der Heiligen Schrift, las. Mit ihren Vertrauten, besonders jedoch mit Bauhofer und dem ersten Pfarrer der 1837 gegründeten, ungarischen Gemeinde von Pest, Joseph Székács (1809–1876), blieb sie weiterhin im ständigen Briefwechsel. Es schlossen sich, teils inkognito, teils legale Besuche in Ofen an. So war es für die Palatinessa eine außergewöhnliche Freude an den Feierlichkeiten zur Einweihung der neuen evangelischen Kirche von Ofen teilnehmen zu können.
In den letzten Lebensjahren wurde es still um Maria Dorothea. Sie widmete sich ihrer zahlreichen Familie, immerhin hatte sie fünf Kindern das Leben geschenkt, von welchen drei das Erwachsenenalter erreichten. Nachdem die Palatinessa 1855 zu ihrer Tochter Elisabeth zu Besuch nach Ofen fuhr, erkrankte sie und verstarb am 30. März ganz plötzlich und unerwartet an den Folgen eines Gehirnschlages. Sie wurde nur 58 Jahre alt.
Das Begräbnis erfolgte am 4. April 1855 unter großer Anteilnahme. Neben Georg Bauhofer nahm auch der (spätere) Superintendent József Székács, sowie der Pfarrer der deutschen evangelischen Gemeinde von Pest, Michael Lang an der Beerdigung teil. Von Bauhofer wurde eine bewegende Leichenrede gehalten, welcher er das Bibelwort aus den Sprüchen Salomos (Spr. 20,6) zugrunde legte: „Viele Menschen rühmen ihre Güte; aber wer findet einen, der zuverlässig ist?“

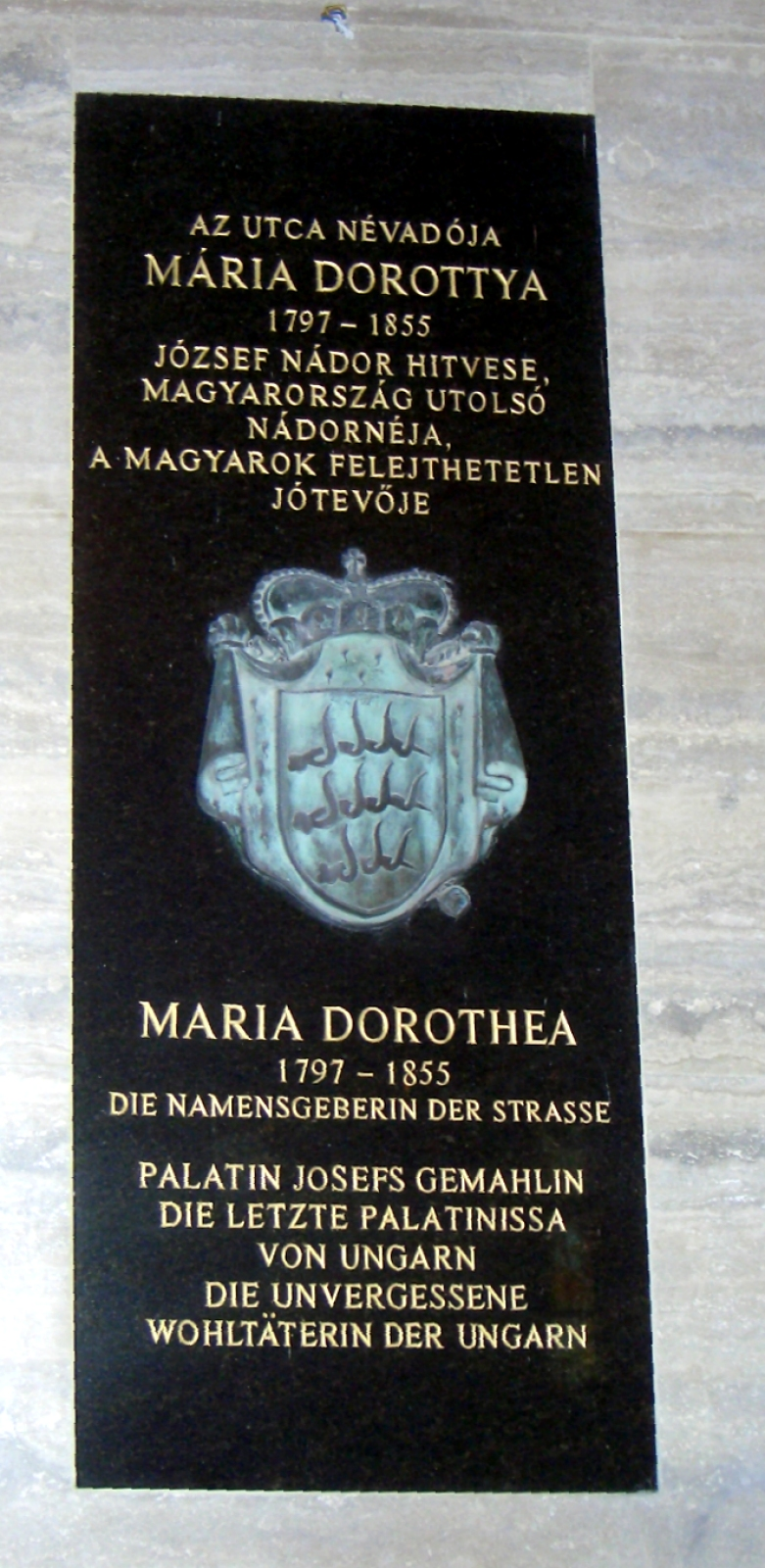
Gedenktafel für Maria Dorothea in der Dorottya utca (Dorothea Gasse) in Budapest

Die Palatinessa wurde in der Palatinusgruft in der Burg von Ofen an der Seite ihres Mannes, des Reichspalatins Joseph, beigesetzt. Das Abschiedsgebet sprach Pfarrer Michael Lang und der römisch-katholische Hofpropst Scholz nahm die Einsegnung vor, während in ganz Altungarn die Glocken aller evangelischen Kirchen läuteten.

### Im Spiegel der Geschichte

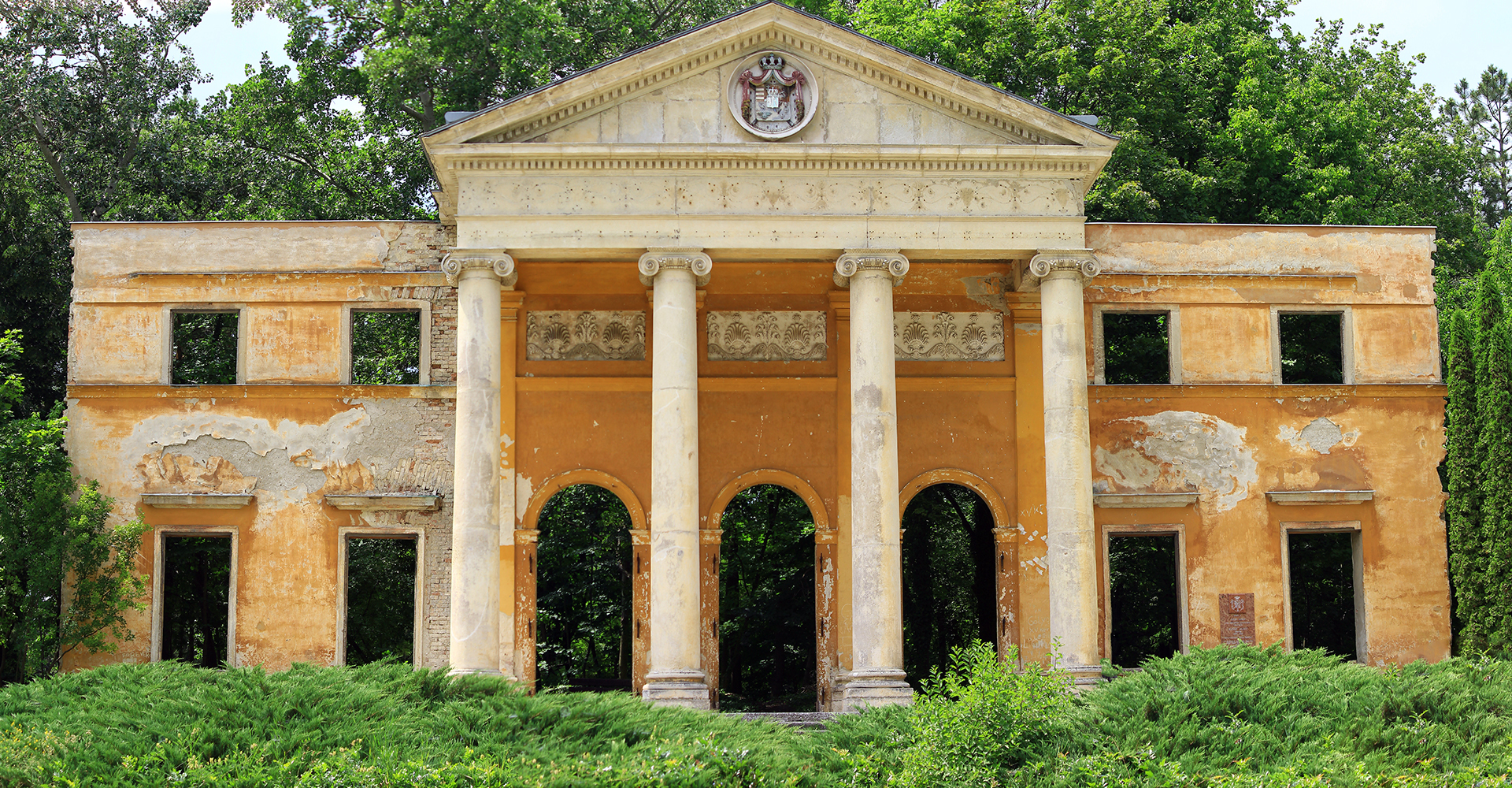
Portikus des 1945 zerstörten Schlosses Alcsút

Als sich die Türen der Palatinsgruft hinter Maria Dorothea schlossen, senkte sich allmählich der „Schleier des Vergessens“ über die protestantische Habsburgerin. Die Jahre vergingen, die Zeiten änderten sich; es kam das 20. Jahrhundert mit zwei schrecklichen Kriegen, die ungarische Linie der Habsburger verließ Ungarn, das Familienarchiv, in dem von Maria Dorothea so geliebten Sommersitz Schloss Alcsút, verbrannte. Das Burgschloss von Ofen wurde zerbombt, aber wieder aufgebaut. Die Palatinuskrypta behielt als einzige im Burgareal ihre ursprüngliche Gestalt, war jedoch für die Öffentlichkeit nicht zugänglich. Im Jahre 1973 wurde in die Gruft eingebrochen, die Särge wurden mit brachialer Gewalt aufgebrochen, die Gebeine von Maria Dorothea und der anderen dort Ruhenden, auf der Suche nach Schmuck, in der ganzen Gruft zerstreut....ein Bild des Grauens... Den unermüdlichen Engagement des ungarischen Anthropologen István Kiszely ist es zu verdanken, dass die verstreuten Gebeine wieder zusammengefügt und würdevoll neu bestattet werden konnten.
Im Spiegel der Geschichte gehört Maria Dorothea ohne Zweifel zu den großen Frauengestalten des Protestantismus. Sie, die gebürtige Deutsche, hat durch ihren bewusst gelebten evangelischen Glauben, welcher immer die Wurzel ihres Handelns war, in ihrer neuen Heimat, dem Reich der Ungarischen St. Stephanskrone, sehr viel bewirkt. Durch ihre Verdienste gebührt ihr unbestritten ein Platz neben den bedeutendsten Wohltäterinnen des ungarischen Protestantismus, wie der ganz großen Zsuzsanna Lorántffy (um 1600–1660; Gattin des Kämpfers für den Protestantismus, Georg I. Rákóczi), Kata Szidónia Petröczy (1662–1708), oder Katharina Bethlen (1700–1759).